# HMS Eskimo (F75)
Pour les autres navires du même nom, voir HMS Eskimo.
Pour les articles homonymes, voir F75.
Le HMS Eskimo est un destroyer de la classe Tribal qui servit dans la Royal Navy durant la Seconde Guerre mondiale.
Sa quille est posée le 5 août 1936 au chantier naval Vickers-Armstrongs de Newcastle upon Tyne, en Angleterre. Il est lancé le 3 septembre 1937 et mis en service le 30 décembre 1938 sous le commandement du commander St. John Aldrich Micklethwait.

## Historique

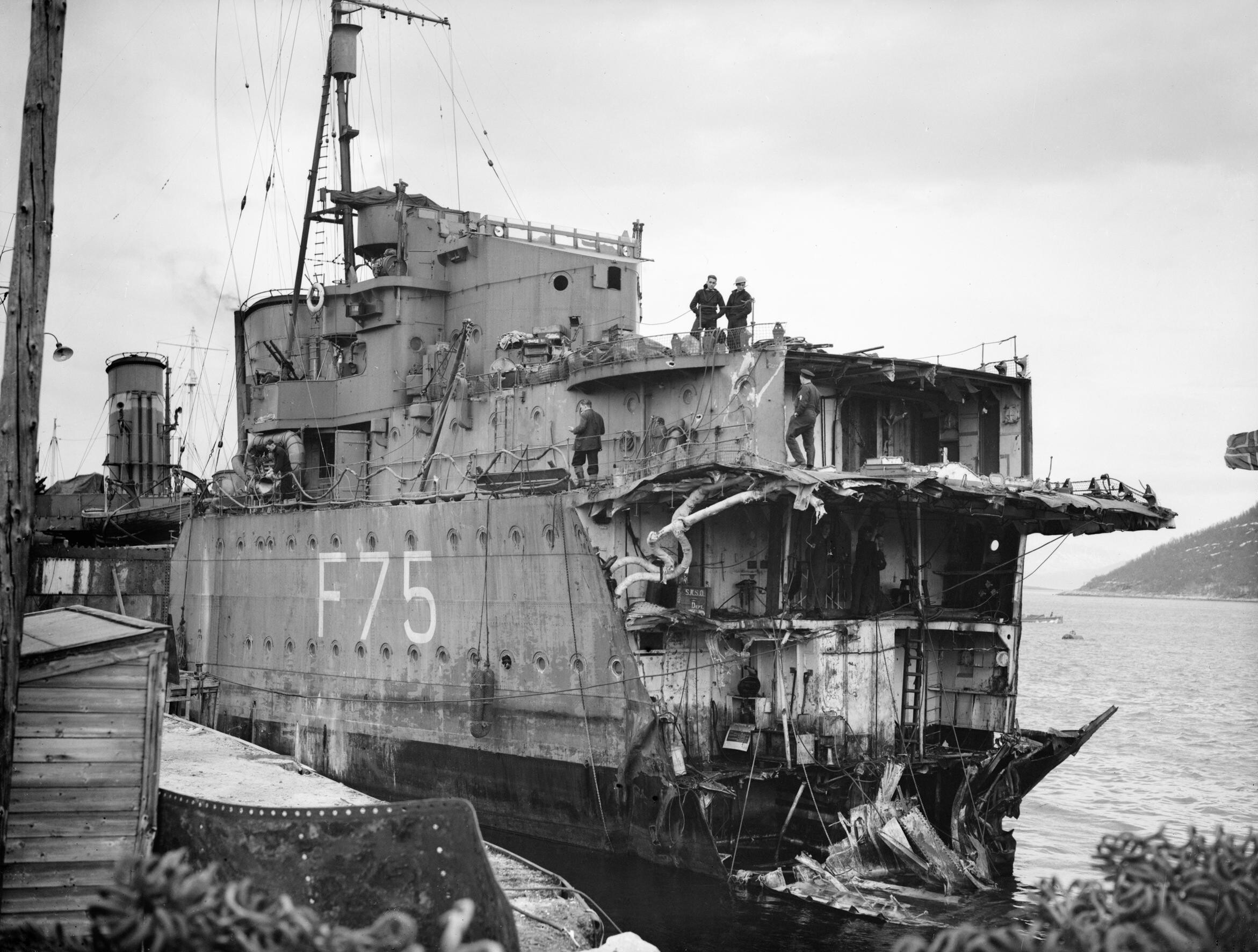
LEskimo après avoir perdu sa proue lors de la deuxième bataille de Narvik (mai 1940).

L'Eskimo participe à la deuxième bataille de Narvik en avril 1940. Le 12 avril, il est touché par une torpille du destroyer allemand Z 2 Georg Thiele : l'explosion provoque de graves dommages, sa proue est totalement détruite. Après des réparations temporaires effectuées par le navire de réparation Vindictive à Skjelfjorden, en Norvège, l'Eskimo parvient à retourner à l'usine Vickers-Armstrongs de Newcastle afin d'y être reconstruit.
En novembre 1942, il soutient les débarquements alliés en Afrique du Nord (opération Torch) et opère avec la 10e flottille de destroyers à Plymouth. Alors qu'il participait à l'opération Husky, l'Eskimo est gravement endommagé par deux bombardiers en piqué allemands. Le 24 juin 1944, en compagnie du destroyer canadien Haida et d'un Liberator de l'armée de l'air tchèque, il coule l'U-Boot U-971 dans la Manche, au nord de Brest. Durant les derniers jours de la guerre, le destroyer opère en Extrême-Orient.
Après la guerre en 1946, l'Eskimo sert de navire-logement et de quartier général pour les dragueurs de mines, des navires de traitement des épaves et des embarcations de sauvetage nettoyant les estuaires de la Tamise et de Medway.  Utilisé comme cible dans le Gareloch, le navire est vendu le 27 juin 1949 et démoli à Troon.
L'Eskimo a reçu dix honneurs de bataille pour son service pendant la Seconde Guerre mondiale.

## Héritage
Sa cloche est exposée dans la collection du National Maritime Museum. L'Imperial War Museum conserve une gamme de documents relatifs de l'Eskimo, notamment des photographies, un film et une aquarelle commandée officiellement par Vivian Pitchforth montrant le réaménagement de l'Eskimo à Durban. Le National Museum of the Royal Navy (en) détient un modèle détaillé du navire, construit par le commandant John West. West avait servi à bord en tant qu'officier de navigation à Narvik.